# Арабська Вікіпедія
Арабська Вікіпедія — розділ Вікіпедії арабською мовою. Створена у вересні 2001 року.
Дизайн Арабської Вікіпедії суттєво відрізняється від дизайну інших. Значною мірою це пов'язано з тим, що арабська мова використовує систему письма справа наліво, через це багато допоміжних панелей та інтервікі розташовуються не у звичному місці для інших вікіпедистів. Крім того, фон використовує специфічну геометрію візерунків, характерну для арабських книг.
Арабська Вікіпедія станом на 24 березня 2025 року містить 1 256 176 статей, 2 698 810 зареєстрованих користувачів, 3772 активних дописувачів, 25 адміністраторів
. Загальна кількість сторінок в арабській Вікіпедії — 8 703 731, редагувань — 69 859 856, завантажених файлів — 54 591
. Глибина (рівень розвитку мовного розділу) арабської Вікіпедії велика і становить 282.1 пунктів
.
За кількістю статей перебуває на 17-му місці серед усіх мовних розділів (між варайською та португальською Вікіпедіями).

## Основні віхи
- Десятитисячна стаття (10 000) — نكاف (Епідемічний паротит) створена 25 грудня 2005.
- П'ятдесятитисячна стаття (50 000) — جامعة تكساس مدرسة الطب في هيوستن (Медичний факультет Техаського Університету) створена 31 грудня 2007.
- Стотисячна стаття (100 000) — المعهد العالي للفنون والحرف بقابس (Університет Габесу) створена 25 травня 2009.
- Двохсоттисячна стаття (200 000) — створена 21 жовтня 2012.
- 300 000 стаття — створена 4 серпня 2014.
- 1 000 000 стаття — створена 17 листопада 2019.
- 22 листопада 2019 року обігнала Португальську вікіпедію і посіла 15-е місце за кількістю статей.
- 18 серпня 2020 року поступилася Єгипетській арабській Вікіпедії і посіла 16-е місце за кількістю статей.
- 1 100 000 стаття — створена 23 січня 2021.